# Казарцев, Евгений Вячеславович
Евгений Вячеславович Казарцев  (род. 19 декабря 1972, Ленинград) — российский литературовед и лингвист, специалист в области изучения стихотворной речи, сравнительной поэтики и просодии,
 поэт. Автор-разработчик (совместно с В. Э. Вашченковым и др.) аналитической компьютерной системы «Прозиметрон», предназначенной для сравнительных исследований стихотворной просодии на разных языках. Доктор филологических наук, профессор, главный научный сотрудник, руководитель Школы филологических наук НИУ ВШЭ.

## Биография
Родился 19 декабря 1972 г. в Ленинграде, учился в 517-й школе, затем в школе № 27 («литературная школа») и в гуманитарном классе 107-й гимназии (класс Г. А. Богуславского и П. Н. Куликова), посещал клуб «Дерзание» в Аничковом дворце (городском Дворце пионеров), в 1990 г. поступил на русское отделение филологического факультета СПбГУ, которое окончил в 1995 г., получив дополнительную квалификацию по РКИ и немецкому языку. Преподавал в Горном институте, СПбГУ, НИУ ВШЭ.
Семья: мать — Казарцева Тамара Ивановна — палеоботаник, палинолог, кандидат географических наук, научный сотрудник ЛГУ; отец — Митин Вячеслав Николаевич — инженер.
Женат на Екатерине Витальевне Казарцевой (социолог, библиограф); дочь — Елена Казарцева — актриса.
С 2019 г. постоянно проживает в Москве.

### Научные учреждения
- Альма-матер: Санкт-Петербургский государственный университет, филологический факультет
- Дополнительное образование: Бременский университет, Лейденский университет, Свободный университет Берлина (FU).

Докторантура в отделе Корпусной лингвистики и лингвистической поэтики Института Русского языка им. В. В. Виноградова РАН (научный консультант — акад. В. А. Плунгян)
- Академические стажировки: Нидерландская королевская академия наук (KNAW, NIAS), Фламандская королевская академия наук и искусств (KVAB), Левенский университет, Дартмутский колледж, Гентский университет, Университет Хельсинки
- Преподавание за границей: преподавал долгосрочно в Бременском и Моденском университетах; читал лекции в Университете Чикаго, Граца, Клагенфурта, Пизы, Северной Каролины (Эшвилл), в университетах Неаполя, Милана, Алматы, Берлина.

### Научная деятельность
По окончании университета в 1995 г. поступил в аспирантуру по кафедре Общего языкознания филологического факультета СПбГУ. В 1996—99 гг. стажировался как аспирант Отделения языка и литературы Бременского университета. В 2001 г. защитил кандидатскую диссертацию по специальности «теория языка» на тему «Ритм и язык в генезисе русской силлабо-тоники: на материале русского и немецкого стиха», научный руководитель — М. А. Краснопёрова.
В 2001—2012 гг. работал на филологическом факультете и на математико-механическом факультете СПбГУ, служил старшим научным сотрудником в лаборатории Интеллектуальных систем НИИММ им. В. И. Смирнова. Занимался применением математических и цифровых методов к анализу просодии стиха и прозы; составил первый компьютерный корпус художественных текстов с полной просодической разметкой; занимался моделированием речевых процессов по вероятностным параметрам.
В 2004—2009 годах работал ассистентом-исследователем на кафедре зарубежных литератур филологического факультета СПбГУ, затем доцентом на кафедре русского языка как иностранного и методики его преподавания; в 2010—2011 гг. в качестве доцента преподавал в магистратуре на русском отделении и, по совместительству, на кафедре теоретической кибернетики математико-механического факультета СПбГУ.
В 2012 г. работал в качестве приглашенного профессора-исследователя в Гентском университете (Бельгия), на отделении Литературных исследований: теория литературы и компаративистика.
В 2013 г. был принят в штат Санкт-Петербургского филиала НИУ ВШЭ на должность профессора.
Руководил многолетними научными проектами РНФ и РГНФ. Стипендиат фондов ДААД, Гюйгенса, А. фон Гумбольдта и программы Фулбрайта.
В разные годы сотрудничал с известными литературоведами и лингвистами: Г. Альтманом, М. Л. Гаспаровым, Е. Г. Эткиндом, Х.-В. Йегером, Б. Шерром, М. Халле, В. С. Баевским, Л. В. Златоустовой, К. Кюпером, К. Бостуном, В. Ватерсхотом, А. Берманом, К. ван Брее, М. Г. Тарлинской.
В 2022 г. с отличием (cum laude) защитил докторскую диссертацию по специальности «теория литературы» на тему «Становление и ранние этапы развития ямбического стихосложения в Нидерландах, Германии и России».
Имеет более 120 научных работ.

### Организаторская деятельность
В 1998 г. организовал большую международную научную конференцию «Славянский стих. Лингвистическая и прикладная поэтика» (совместно с М. Л. Гаспаровым, Т. В. Скулачевой и М. А. Красноперовой) в Петродворцовом комплексе СПбГУ..

С 2002 по 2009 год был секретарем постоянно действующего семинара «Лингвистическая поэтика и стиховедение» в Институте русской литературы РАН (Пушкинский дом). 

В 2010 году руководил лабораторией Интеллектуальных систем НИИ математики и механики имени академика В. И. Смирнова (НИИММ СПбГУ).

В 2013—2014 гг. совместно с Б. М. Гаспаровым, Б. П. Масловым, Т. В. Никитиной и Д. Я. Калугиным разработал и в 2015 г. открыл новаторскую программу «Филология» в петербургском кампусе НИУ ВШЭ, был её первым академическим руководителем. В 2015 г. там же по его инициативе была создана кафедра Сравнительного литературоведения и лингвистики, позже преобразованная в департамент Филологии.

В 2019 г. был переведен в московский кампус НИУ ВШЭ, где в 2020 г. возглавил Школу филологических наук на ФГН.

С мая 2021 г. руководит Большим проектом «Русская литература в социальном измерении: компьютерная платформа СОЦИОЛИТ», финансируемым программой «Научный фонд НИУ ВШЭ».

### Творческая деятельность
Публиковал стихи в журналах «Нева» и «Звезда»..

В 1996-99 гг. был участником Театра-студии «Русская актёрская школа» («Русский театр») в Бременском университете (руководитель С. А. Баркан). Сыграл роль Кушака в спектакле «Утиная охота» (А. Вампилов), участвовал в гастролях «Русского театра» в Париже, Москве, Бельфоре, Санкт-Петербурге.

Сыграл заглавную роль в фильме «Немец», режиссер В. А. Рыбаков (2011 г.).

С 2021 г. ведет семинар по основам стихосложения на магистерской программе «Литературное мастерство» (академический руководитель М. А. Кучерская).

## Основные публикации
- Казарцев Е. В. Реформа стихосложения М. В. Ломоносова в контексте эволюции континентальной силлабо-тоники. СПб.: Академия исследования культуры, 2020. (Книга на сайте НИУ ВШЭ)
- Казарцев Е. В. Сравнительное стиховедение: метрика и ритмика. СПб.: РГПУ им. А. И. Герцена, 2017. (Книга на сайте НИУ ВШЭ)
- Казарцев Е. В. Ритмическое представление текста в сравнительных стиховедческих исследованиях // Russian Linguistics. 2018. № 42 (2). С. 271—287. (Статья на сайте НИУ ВШЭ)
- Казарцев Е. В. Реформа русского стиха XVIII века и её источники // Известия РАН. Серия литературы и языка. 2017. Т. 76. № 3. С. 30-39. (Статья на сайте НИУ ВШЭ)
- Казарцев Е. В. К истории появления пиррихиев в русском ямбе // Slavic Literatures (ранее — Russian Literature). 2013. Т. III. С. 379—409. (Статья на сайте НИУ ВШЭ)
- Казарцев Е. В."Die gekrönte Hoffnung des Russischen Kaisertums…" Готлоба Юнкера в переводе Михаила Ломоносова // Русская литература. 2013. № 3. С. 99-111. // Русская литература. 2013. № 3. С. 99-111. (Статья на сайте НИУ ВШЭ)
- Kazartsev Е. Iambic Verse in Different Literary Traditions // Glottotheory. 2021. Статья 3. (Статья на сайте НИУ ВШЭ)
- Kazartsev Е. Language and Meter in Early English, Dutch, German and Russian iambic Verse // Comparative Literature Studies. 2015. Vol. 52. No. 4. P. 682—703. (Статья на сайте НИУ ВШЭ)
- Kazartsev E. Comparative Study of Verse: Language Probability Models // Style. 2014. Vol. 48. No. 2. P. 119—139. (Статья на сайте НИУ ВШЭ)
- Kazartsev E. Niederländische Quellen von Martin Opitz’ Versrhythmik // Zeitschrift für Germanistik. 2013. No. 3. P. 118—128. (Статья на сайте НИУ ВШЭ)